# Andonella
Andonella (Ciudad de México, 1991)  es el pseudónimo de la ilustradora mexicana Andrea Arsuaga. 

## Carrera como ilustradora
Su inicio en la ilustración fue de manera empírica: "empezó dibujando lo que les pasaba a sus amigas y a ella cuando estaban “en la edad de la punzada”. Se le considera una de las ilustradoras emergentes de México.
Ha participado en proyectos como 
- Friendstival, donde diseñó la imagen gráfica del festival
- ROJOxROJO  una iniciativa para visibilizar e incentivar la donación de sangre, artistas donaron piezas, en el marco del Día Mundial del Donante[3][4][5]
- Arte diez (Feria de arte emergente)[6]
- Para la celebración del AirMax Day de Nike intervino, junto con Luis Ponce y Erick Sandoval Hofmann, una escultura gigantesca de un tenis conmemorativo.[7]

## Obra
Se encargó de las ilustraciones del libro y el documental Mextilo: Memoria de la Moda Mexicana.
Realizó la portada del disco de Austin TV Lotería y ahora no…!
En 2018 publicó el libro #Amiga date cuenta, en coautoría con Plaqueta, bajo el sello editorial Planeta, una guía de vida para mujeres adolescentes, que explica cambios en el cuerpo, relaciones personales, feminismo y sexualidad.
En 2020 publicó el libro #TuBarrioTeRespalda, en coautoría con Plaqueta, bajo el sello editorial Planeta.